# Madeleine af Frankrig
Madeleine af Frankrig, også kendt som Madeleine af Valois, (10. august 1520 – 7. juli 1537 (16 år)) var en fransk prinsesse, der var dronning af Skotland fra januar til juli 1537.
Madeleine tilhørte Huset Valois og var datter af Kong Frans 1. af Frankrig og Claude af Frankrig. Hun blev gift med kong Jakob 5. af Skotland i januar 1537 men døde allerede senere samme år. Der blev ikke født børn i ægteskabet.